# نسل نابودی
نسل نابودی (انگلیسی: The Doom Generation) یک کمدی سیاه به کارگردانی گرگ آراکی است.
این فیلمی قسمت دوم سه‌گانه‌ای است که به «سه‌گانهٔ آخر الزمانی نوجوانی» مشهورند. فیلم اول کاملاً به فنارفته و فیلم سوم هیچ‌کجا نام داشت.